# Bilan saison par saison des Canucks de Vancouver
Les Canucks de Vancouver sont une franchise de la Ligue nationale de hockey depuis l'expansion de la Ligue en 1970.

Cette page retrace les résultats de l'équipe depuis cette première saison en LNH.

## Résultats
| Saison           | PJ             | V              | D              | N              | DP             | Pts            | BP             | BC             | Pun            | Classement                     | Séries éliminatoires                                          | Entraîneur                     |
| ---------------- | -------------- | -------------- | -------------- | -------------- | -------------- | -------------- | -------------- | -------------- | -------------- | ------------------------------ | ------------------------------------------------------------- | ------------------------------ |
| 1970-1971        | 78             | 24             | 46             | 8              | —              | 56             | 229            | 296            | 1 371          | 6e place, division Est         | Non qualifiés                                                 | Hal Laycoe                     |
| 1971-1972        | 78             | 20             | 50             | 8              | —              | 48             | 203            | 297            | 1 092          | 7e place, division Est         | Non qualifiés                                                 | Hal Laycoe                     |
| 1972-1973        | 78             | 22             | 47             | 9              | —              | 53             | 233            | 339            | 943            | 7e place, division Est         | Non qualifiés                                                 | Vic Stasiuk                    |
| 1973-1974        | 78             | 24             | 43             | 11             | —              | 59             | 224            | 296            | 952            | 7e place, division Est         | Non qualifiés                                                 | Bill McCreary Phil Maloney     |
| 1974-1975        | 80             | 38             | 32             | 10             | —              | 86             | 271            | 254            | 965            | 1re place, division Smythe     | 1-4 Canadiens                                                 | Phil Maloney                   |
| 1975-1976        | 80             | 33             | 32             | 15             | —              | 81             | 271            | 272            | 1 122          | 2e place, division Smythe      | 0-2 Islanders                                                 | Phil Maloney                   |
| 1976-1977        | 80             | 25             | 42             | 13             | —              | 63             | 235            | 294            | 1 078          | 4e place, division Smythe      | Non qualifiés                                                 | Phil Maloney Orland Kurtenbach |
| 1977-1978        | 80             | 20             | 43             | 17             | —              | 57             | 239            | 320            | 962            | 3e division Smythe             | Non qualifiés                                                 | Orland Kurtenbach              |
| 1978-1979        | 80             | 25             | 42             | 13             | —              | 63             | 217            | 291            | 1 134          | 2e place, division Smythe      | 1-2 Flyers                                                    | Harry Neale                    |
| 1979-1980        | 80             | 27             | 37             | 16             | —              | 70             | 256            | 281            | 1 808          | 3e place, division Smythe      | 1-3 Sabres                                                    | Harry Neale                    |
| 1980-1981        | 80             | 28             | 32             | 20             | —              | 76             | 289            | 301            | 1 892          | 2e place, division Smythe      | 0-3 Sabres                                                    | Harry Neale                    |
| 1981-1982        | 80             | 30             | 33             | 17             | —              | 77             | 290            | 286            | 1 840          | 2e place, division Smythe      | 3-0 Flames 4-1 Kings 4-1 Black Hawks 0-4 Islanders            | Harry Neale Roger Neilson      |
| 1982-1983        | 80             | 30             | 35             | 15             | —              | 75             | 303            | 309            | 1 639          | 3e place, division Smythe      | 1-3 Flames                                                    | Roger Neilson                  |
| 1983-1984        | 80             | 32             | 39             | 9              | —              | 73             | 306            | 328            | 1 474          | 3e place, division Smythe      | 1-3 Flames                                                    | Roger Neilson Harry Neale      |
| 1984-1985        | 80             | 25             | 46             | 9              | —              | 59             | 284            | 401            | 1 451          | 5e place, division Smythe      | Non qualifiés                                                 | Bill LaForge Harry Neale       |
| 1985-1986        | 80             | 23             | 44             | 13             | —              | 59             | 282            | 333            | 1 813          | 4e place, division Smythe      | 0-3 Oilers                                                    | Tom Watt                       |
| 1986-1987        | 80             | 29             | 43             | 8              | —              | 66             | 282            | 314            | 1 917          | 5e place, division Smythe      | Non qualifiés                                                 | Tom Watt                       |
| 1987-1988        | 80             | 25             | 46             | 9              | —              | 59             | 272            | 320            | 2 196          | 5e place, division Smythe      | Non qualifiés                                                 | Bob McCammon                   |
| 1988-1989        | 80             | 33             | 39             | 8              | —              | 74             | 251            | 253            | 1 569          | 4e place, division Smythe      | 3-4 Flames                                                    | Bob McCammon                   |
| 1989-1990        | 80             | 25             | 41             | 14             | —              | 64             | 245            | 306            | 1 644          | 5e place, division Smythe      | Non qualifiés                                                 | Bob McCammon                   |
| 1990-1991        | 80             | 28             | 43             | 9              | —              | 65             | 243            | 315            | 2 063          | 4e place, division Smythe      | 2-4 Kings                                                     | Bob McCammon Pat Quinn         |
| 1991-1992        | 80             | 42             | 26             | 12             | —              | 96             | 285            | 250            | 2 075          | 1re place, division Smythe     | 4-3 Jets 2-4 Oilers                                           | Pat Quinn                      |
| 1992-1993        | 84             | 46             | 29             | 9              | —              | 101            | 346            | 278            | 2 326          | 1re place, division Smythe     | 4-2 Jets 2-4 Kings                                            | Pat Quinn                      |
| 1993-1994        | 84             | 41             | 40             | 3              | —              | 85             | 279            | 276            | 1 923          | 2e place, division Pacifique   | 4-3 Flames 4-1 Stars 4-1 Maple Leafs 3-4 Rangers              | Pat Quinn                      |
| 1994-1995        | 48             | 18             | 18             | 12             | —              | 48             | 153            | 148            | 1 093          | 2e place, division Pacifique   | 4-3 Blues 0-4 Blackhawks                                      | Rick Ley                       |
| 1995-1996        | 82             | 32             | 35             | 15             | —              | 79             | 278            | 278            | 1 546          | 3e place, division Pacifique   | 2-4 Avalanche                                                 | Rick Ley Pat Quinn             |
| 1996-1997        | 82             | 35             | 40             | 7              | —              | 77             | 257            | 273            | 1 607          | 4e place, division Pacifique   | Non qualifiés                                                 | Tom Renney                     |
| 1997-1998        | 82             | 25             | 43             | 14             | —              | 64             | 224            | 273            | 2 166          | 7e place, division Pacifique   | Non qualifiés                                                 | Tom Renney Mike Keenan         |
| 1998-1999        | 82             | 23             | 47             | 12             | —              | 58             | 192            | 258            | 1 764          | 4e place, division Nord-Ouest  | Non qualifiés                                                 | Mike Keenan Marc Crawford      |
| 1999-2000        | 82             | 30             | 29             | 15             | 8              | 83             | 227            | 237            | 1 047          | 3e place, division Nord-Ouest  | Non qualifiés                                                 | Marc Crawford                  |
| 2000-2001        | 82             | 36             | 28             | 11             | 7              | 90             | 239            | 238            | 1 113          | 3e place, division Nord-Ouest  | 0-4 Avalanche                                                 | Marc Crawford                  |
| 2001-2002        | 82             | 42             | 30             | 7              | 3              | 94             | 254            | 211            | 1 342          | 2eplace, division Nord-Ouest   | 2-4 Red Wings                                                 | Marc Crawford                  |
| 2002-2003        | 82             | 45             | 23             | 13             | 1              | 104            | 264            | 208            | 1 178          | 2e place, division Nord-Ouest  | 4-3 Blues 3-4 Wild                                            | Marc Crawford                  |
| 2003-2004        | 82             | 43             | 24             | 10             | 5              | 101            | 235            | 194            | 1 274          | 1re place, division Nord-Ouest | 3-4 Flames                                                    | Marc Crawford                  |
| 2004-2005        | Saison annulée | Saison annulée | Saison annulée | Saison annulée | Saison annulée | Saison annulée | Saison annulée | Saison annulée | Saison annulée | Saison annulée                 | Saison annulée                                                | Saison annulée                 |
| 2005-2006        | 82             | 42             | 32             | —              | 8              | 92             | 256            | 255            | 1 477          | 4e place, division Nord-Ouest  | Non qualifiés                                                 | Marc Crawford                  |
| 2006-2007        | 82             | 49             | 26             | —              | 7              | 105            | 222            | 201            | 1 190          | 1re place, division Nord-Ouest | 4-3 Stars 1-4 Ducks                                           | Alain Vigneault                |
| 2007-2008        | 82             | 39             | 33             | —              | 10             | 88             | 213            | 215            | 1 474          | 5e place, division Nord-Ouest  | Non qualifiés                                                 | Alain Vigneault                |
| 2008-2009        | 82             | 45             | 27             | —              | 10             | 100            | 246            | 220            | 1 323          | 1re place, division Nord-Ouest | 4-0 Blues 2-4 Blackhawks                                      | Alain Vigneault                |
| 2009-2010        | 82             | 49             | 28             | —              | 5              | 103            | 272            | 222            | 1 261          | 1re place, division Nord-Ouest | 4-2 Kings 2-4 Blackhawks                                      | Alain Vigneault                |
| 2010-2011        | 82             | 54             | 19             | —              | 9              | 117            | 262            | 185            | 943            | 1re place, division Nord-Ouest | 4-3 Blackhawks 4-2 Predators 4-1 Sharks 3-4 Bruins            | Alain Vigneault                |
| 2011-2012        | 82             | 51             | 22             | —              | 9              | 111            | 249            | 198            | 1 049          | 1re place, division Nord-Ouest | 1-4 Kings                                                     | Alain Vigneault                |
| 2012-2013        | 48             | 26             | 15             | —              | 7              | 59             | 127            | 121            | 609            | 1re place, division Nord-Ouest | 0-4 Sharks                                                    | Alain Vigneault                |
| 2013-2014        | 82             | 36             | 35             | —              | 11             | 83             | 196            | 223            | 1 101          | 5e place, division Pacifique   | Non qualifiés                                                 | John Tortorella                |
| 2014-2015        | 82             | 48             | 29             | —              | 5              | 101            | 242            | 222            | 1 115          | 5e place, division Pacifique   | 2-4 Flames                                                    | Willie Desjardins              |
| 2015-2016        | 82             | 31             | 38             | —              | 13             | 75             | 191            | 243            | 821            | 6e place, division Pacifique   | Non qualifiés                                                 | Willie Desjardins              |
| 2016-2017        | 82             | 30             | 43             | —              | 9              | 69             | 182            | 243            | 648            | 6e place, division Pacifique   | Non qualifiés                                                 | Willie Desjardins              |
| 2017-2018        | 82             | 31             | 40             | —              | 11             | 73             | 18             | 264            | 712            | 7e place, division Pacifique   | Non qualifiés                                                 | Travis Green                   |
| 2018-2019        | 82             | 35             | 36             | —              | 11             | 81             | 225            | 254            | 715            | 5e place, division Pacifique   | Non qualifiés                                                 | Travis Green                   |
| 2019-2020        | 69             | 36             | 27             | —              | 6              | 81             | 228            | 217            | 617            | 4e place, division Pacifique   | 3-1 Wild (tour de qualification) 4-2 Blues 3-4 Golden Knights | Travis Green                   |
| 2019-2020 Détail | 56             | 23             | 29             | —              | 4              | 50             | 151            | 188            | 551            | 7e place, division Nord        | Non qualifiés                                                 | Travis Green                   |